# Olapa furva
Olapa furva är en fjärilsart som beskrevs av George Francis Hampson 1905. Olapa furva ingår i släktet Olapa och familjen tofsspinnare. Inga underarter finns listade i Catalogue of Life.